# 深澤岳大
深澤 岳大（ふかざわ たけひろ、1977年6月15日 - ）は、日本の元クイズ作家。神奈川県横浜市出身。法政大学第二高等学校卒業、法政大学文学部日本文学科卒業。血液型A型。

## 経歴・人物
1991年、中学2年生のときに『第3回FNS1億2000万人のクイズ王決定戦』の全国予選を突破して本戦に出場し、TVのクイズ番組デビュー。14歳での本戦出場は同番組での最年少記録であり、これは以後破られることはなかった。
大学進学後は法政大学のクイズサークル「リバティ」に所属し、1997年には学生クイズ王を決める『第15回マン・オブ・ザ・イヤー』で優勝。
また、在学中からクイズ作家としての仕事を始め、『ウッチャンナンチャンの炎のチャレンジャーこれができたら100万円!!』などの番組に携わる。
大学卒業後は日本赤十字社に勤務していたが2005年に退職。しばらくフリーのクイズ作家として活動していたが、現在は神奈川県内の中学校で国語科の教師をしている。

## エピソード等
豊富な雑学の知識を活かし、テレビ朝日の深夜番組『虎の門』のコーナー「うんちく王争奪戦」に（一般出場者として）たびたび出場し、なぎら健壱、山田五郎、松尾貴史、伊集院光、上田晋也らの芸能人うんちく王を相手に互角の戦いを見せていた。
また同時期、ロフトプラスワンで開催された「雑学チャンピオンシップ」という雑学トークライブに、唐沢俊一、吉田豪らと出演したこともある。
放送作家の矢野了平とは大学時代にパネルクイズ アタック25（1998年11月8日放送分、第1188回）で対戦したことがあり、そのときは矢野が優勝・深澤が準優勝という結果だった。

## 関わった主な番組
- ウッチャンナンチャンの炎のチャレンジャーこれができたら100万円!!
- 手に汗握るお正月!激突最強バトルNo1
- 虎の門
- クイズ!家族でGO!!
- 結婚報告!緊急生放送祝!くりぃむナントカ新郎上田に(秘)クイズで勝ったら1万円SP!!
- 偉人伝心 〜勝ち組からの一行〜
- 企画工場なりあがり「仮説」
- FNS ALLSTARS あっつい25時間テレビやっぱ楽しくなければテレビじゃないもん!・トリビアの温泉
- クイズ!日本語王
- 女王様ノ悪戯 〜ディアボロスの方程式
- 円択の騎士

## 出演した主な番組
- 第3回・第7回FNS1億2000万人のクイズ王決定戦
- 第1回FNS1億2000万人のクイズ王決定戦グランドチャンピオン大会
- パネルクイズ アタック25
- 20世紀クイズ王決定戦
- タイムショック21
- 虎の門・うんちく王争奪戦
- TVチャンピオン・クイズ作家王決定戦（準優勝）
- 連続クイズ ホールドオン!
- Qさま!!　「先生軍団」として出場（優勝・ハワイ旅行獲得）
- くりぃむVS林修!クイズサバイバー　「クイズ王チーム」として3度出場
- 超逆境クイズバトル!! 99人の壁　ジャンル「偉人のお墓」でセンターに出て最終問題まで到達

## 著書
- すぐモテ雑学200連発!（共著［「日本クイズ研究所」名義］）